# Нетечь (приток Харькова)
Не́течь или Нете́ча — река на территории современного Харькова (район Левады и Москалёвки). Встречаются исторические упоминания о Нетечи (Нетече) как о левом рукаве реки Харьков с конца XVII по начало XX века. Сегодня на Нетеченском бульваре сохранилось русло Нетечи.

## Исторические данные
Город Харьков долгое время расширялся вдоль двух рек — Лопани и одноимённой реки Харьков. Однако есть свидетельства, что в районе слияния этих рек (Лопанская стрелка) некогда была ещё одна река — Нетечь. В XIX веке существовала поговорка «Харьков, хоть лопни, не течёт». В ней перечислены все три тогдашние главные харьковские реки — Харьков, Лопань и Нетечь (Уды не входили в состав города).
Нетечь была старицей реки Харьков.
Когда-то давно река Харьков протекала другим руслом, что протянулось по нынешней застроенной территории станции Левада, затем древнее русло поворачивало на запад и вдоль нынешней Гольдберговской улицы простиралось до Нетеченского бульвара.
Сделав полукруг, старое русло впадало в Лопань там, где река Харьков сливается с Лопанью. Позже река Харьков изменила свое русло и протекает там, где мы видим её сегодня. С изменением русла образовалось два рукава, и старое русло реки, где вода имела слабое течение («не текла»), назвали Нетечей.

## Местоположение

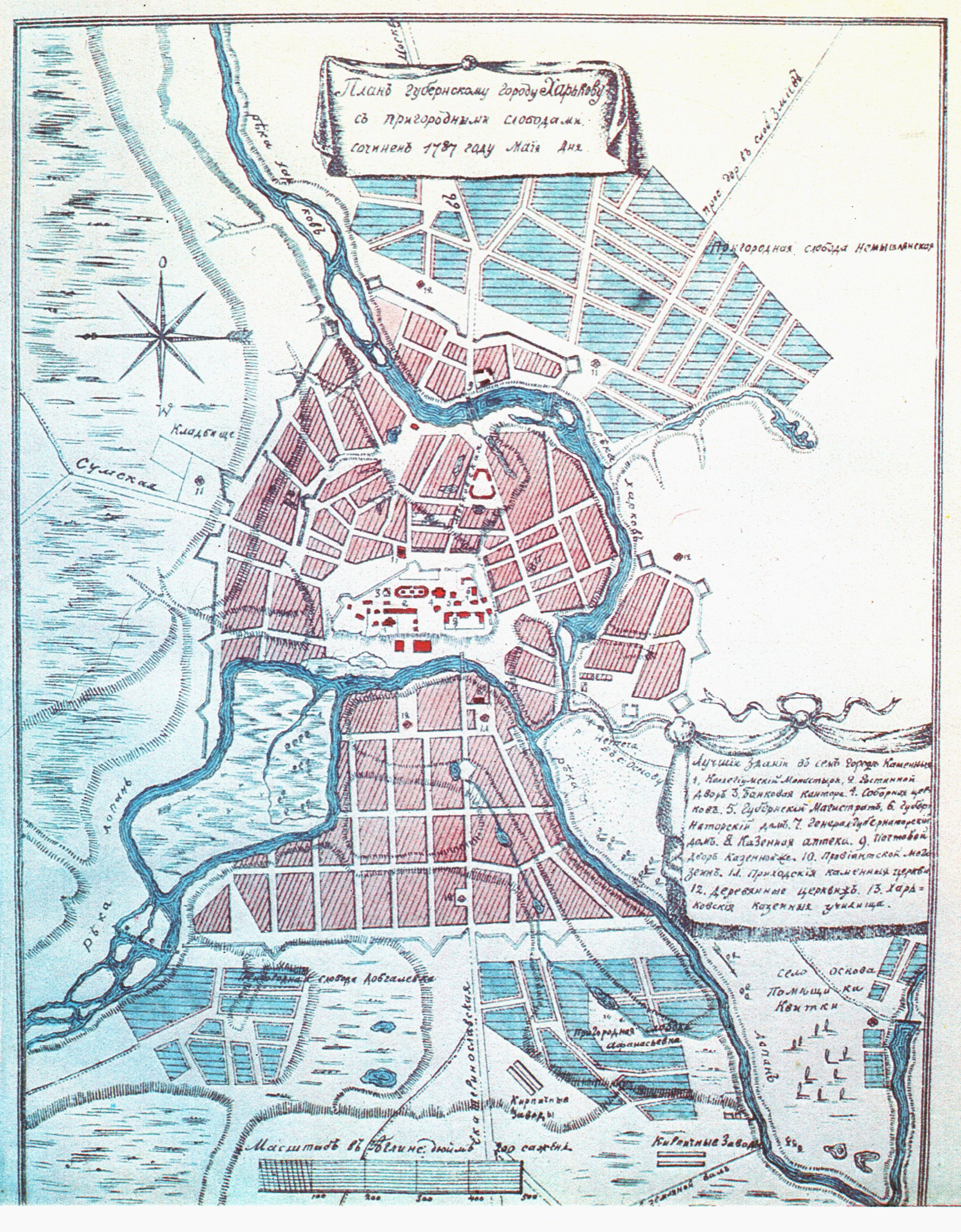
Нетечь на карте Харькова 1787 года

Согласно плану Харькова от 1895 года, русло Нетечи проходило вдоль улицы Заиковской (сейчас — Гольдберговская). Дальше оно направлялось к улице Москалёвской, проходя через Грековскую и Рыбасовский переулок, где находился и находится сейчас Нетеченский бульвар, вокруг которого растут старые деревья. Это место в непосредственной близости от Гольберговской церкви раньше находилось близ самого русла реки. В конце XIX века, согласно некоторым сведениям, из-за чрезмерного загрязнения воды в реке было принято решение её засыпать. Что касается устья реки, то оно есть и сегодня — это участок реки Харьков перед самым его впадением в Лопань, в непосредственной близости от здания нового цирка. Теперь это основное русло реки Харьков, хотя до середины XIX века это был его южный рукав, с очень медленным течением, в то время как главное русло пролегало чуть севернее, в районе Рыбной площади. За Васильевским островом Нетеча впадала в Харьков, и они вместе встречались с Лопанью. Причём в XVIII веке считалось, что меньшая Лопань впадает в большую Харьков-реку. В XIX веке было принято решение сделать южное русло Харькова основным, а северное засыпать. Устье Нетечи фактически стало устьем реки Харьков.
В 1915 году управляющий губернией предложил городской управе немедленно внести в думу на рассмотрение вопрос о засыпке русла Нетечи на Нетеческом бульваре.

## Современное состояние
В настоящее время можно увидеть русло речки на Нетеченском бульваре. Питается речка дождевыми и талыми водами. Русло выложено бетонными плитами. Далее река течет в подземном коллекторе

## Название
Вероятнее всего, река получила такое название в силу того, что течение воды в ней имело слабо выраженный характер. Упоминается, что местность вокруг улицы Грековской и переулка Рыбасовского часто подтапливало, поэтому здесь образовывались болота. Есть предположение, что Грековская потому и имеет сильный поворот на юго-восток, чтобы обойти существующие на тот момент топи.
От Грековской до Рыбасовской улицы с обеих сторон изогнутого русла дома стоят на значительном расстоянии от бывшей реки.